# Gioco di bevute
Un gioco di bevute è un gioco, solitamente di gruppo, in cui una parte delle regole prevede il consumo di bevande alcoliche.

## Tipi di giochi

### Resistenza

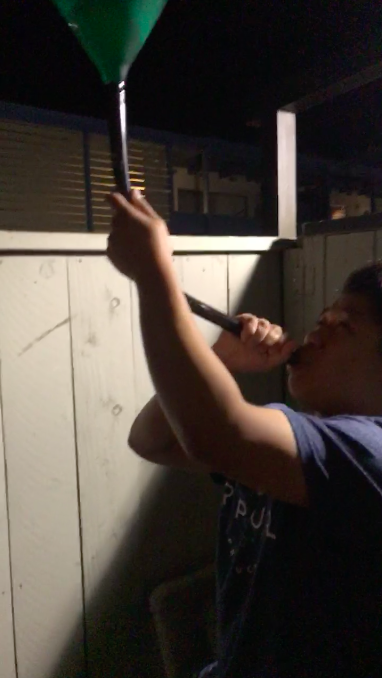
Gioco di bevute con fontana o cascata

In questi giochi lo scopo è resistere: i partecipanti iniziano a bere shots a turni e l'ultimo che rimane vince. In alcuni giochi si usano le "cascate" o "fontane", che fa bere costantemente fino a che il giocatore riesce. Questi giochi a volte favoriscono la velocità invece della quantità, ad esempio chi finisce per primo una cassa di birra. Spesso il bere molto è combinato con elemento stilistico o un metodo anormale di bere, come diversi tipi di Bicchieri da birra, gli Yard o il Keg stand. 
I giochi di tolleranza consistono nel vedere chi resiste di più. Ad esempio il Power hour, dove i concorrenti bevono shot fino a che tutti tranne uno non cedono.

### Velocità
Molti locali organizzano delle competizioni di velocità. Alcuni esempi di queste gare sono Edward Fortyhands, Boat race, Beer bong, Shotgunning, Flip cup, Yard. Alcuni ritengono che per bere più velocemente bisogna rilassarsi e deglutire poche volte. Ci sono molti trucchi che i giocatori hanno, come piegare le ginocchia o se si usano bicchieri di plastica, di premerlo ai lati per ottenere un imbuto perfetto.
Ci sono anche delle gare di corsa che coinvolgono alcol, come la Beer mile, dove bisogna correre per un miglio e bere una lattina di birra per giro. Una variante nota è la Kastenlauf, dove un gruppo di due di trasportatori trasporta una cassa di birra per vari chilometri, da finire prima di tagliare il traguardo.

### Abilità
Ad alcuni party e in pub ci sono prove che si basano su certi tipi di abilità, piuttosto che la velocità o la quantità di quanto si beve. Tra questi giochi ci sono: il Birra pong, il Gioco della monetina o il Beerdarts. 
Esiste anche il Pub Golf, che combina Pub crawl e orienteering.
Un gioco unico al mondo è il Balkenprobe: bisogna scalare delle travi e muoversi su di essi e bere un bicchiere di vino a testa in giù. si può fare questo gioco solo al Oepfelchammer di Zurigo

### Mente
I giochi di mente si basano sull'osservazione e sulla logica dei partecipanti. tra questi ricordiamo gli scacchi con la birra, Fizz buzz, saved by the bell, dubito, tourettes, matchboxes, never have I ever, 21, fuzzy duck, pennying, wine games, and Zoom Schwartz Profigliano.

### Carte e dadi
Alcuni giochi coinvolgono dadi, carte e giochi da tavolo creati apposta. Tra questi giochi ci sono Horserace, Presidente, Pyramid, Connessione, Patruni e sutta e Ride the bus.
Tra i giochi con i dadi ricordiamo 7-11 e Doppi, Dudo, Liar's dice, Kinito, Beer die, Tokyo, Ship, captain, and crew, Three Man.

### Arti
Alcuni giochi si svolgono guardando un film ( o un programma TV in generale) e hanno delle regole tali che quando avviene una particolare situazione nel programma. Le regole possono essere uguali per tutti oppure si possono assegnare regole particolari a personaggi particolari. Lo stesso ragionamento si può applicare allo sport: ognuno sceglie uno scenario e se questo avviene la persona beve. Le regole sono spesso arbitrarie e locali, a volte pubblicate da bar e fan club. Spesso c'è la regola che nelle situazioni meno probabili bisogna bere di più. 
Riguardo ai film, un gioco molto popolare è consiste nello stampare dei baffi e attaccarli alla TV. Ogni volta che i baffi stanno bene a un personaggio, qualcuno deve bere. 
Esiste un gioco noto come "Datsyuk Game": ogni volta che la parola "Datsyuk" viene nominata tutti i giocatori bevono. Il gioco prevede anche che venga ascoltato l'inno russo prima del gioco.
Si può utilizzare anche la musica per fare questi giochi, ad esempio con la canzone Thunderstruck degli AC/DC, si fa solitamente che ogni volta che viene detto "Thunder" qualcuno beve.

### Giochi ibridi
Diversi giochi appartengono a più categorie sopra citate, ad esempio Power hour o Flip cup.

### Giochi con App mobili
Ci sono molte applicazioni scaricabili per giochi di bevute, come "Hai mai?"